# Bandera de l'Ametlla del Vallès
La bandera oficial de l'Ametlla del Vallès té la següent descripció:
Bandera apaïsada de proporcions dos d'alt per tres de llarg, verda, amb l'ametlla groga de l'escut a l'altura 6/8 de la del drap, situada sobre el centre de la divisòria entre el 1r i el 2n dels terços verticals.

## Història
Va ser aprovada el 14 de març de 1994 i publicada al DOGC el 15 d'abril del mateix any amb el número 1884.
L'ametlló és un símbol parlant.